# Mušlov
Mušlov (německy Muschelbach) je pravostranný přítok řeky Osoblahy v okrese Bruntál v Moravskoslezském kraji. Délka toku činí 13,5 km. Plocha povodí měří 28,5km².

## Průběh toku
Potok pramení západně od obce Třemešná v nadmořské výšce okolo 540 m. Nejprve směřuje jihovýchodním směrem. Po zhruba čtyřech kilometrech se u osady Rudíkovy obrací na sever, protéká Třemešnou a osadou Damašek. Severním směrem teče v délce zhruba šesti kilometrů. Mezi 4,0 a 5,0 říčním kilometrem se potok stáčí na severovýchod k osadě Pitárné, kde se vlévá zprava do Petrovického potoka (německy Petersbach), který se od spojení s Mušlovem nazývá řeka Osoblaha.

### Větší přítoky
Mušlov nemá žádné větší přítoky. Za zmínku stojí pouze 4 km dlouhý bezejmenný levostranný přítok, který ústí do potoka u osady Damašek.